# Baillestavy
Baillestavy  (catalan: Vallestàvia) est une commune française située dans le centre du département des Pyrénées-Orientales, en région Occitanie. Sur le plan historique et culturel, la commune est dans le pays de Conflent, correspondant à l'ensemble des vallées pyrénéennes qui « confluent » avec le lit creusé par la Têt entre Mont-Louis et Rodès.
Exposée à un climat océanique altéré, elle est drainée par la Lentillà et par divers autres petits cours d'eau. La commune possède un patrimoine naturel remarquable : un site Natura 2000 (le « massif du Canigou ») et deux zones naturelles d'intérêt écologique, faunistique et floristique.
Baillestavy est une commune rurale qui compte 117 habitants en 2022, après avoir connu un pic de population de 380 habitants en 1831. Ses habitants sont appelés les Baillestavyens ou  Baillestavyennes.

## Géographie

### Localisation
La commune de Baillestavy se trouve dans le département des Pyrénées-Orientales, en région Occitanie.
Elle se situe à 34 km à vol d'oiseau de Perpignan, préfecture du département, à 10 km de Prades, sous-préfecture, et à 16 km d'Amélie-les-Bains-Palalda, bureau centralisateur du canton du Canigou dont dépend la commune depuis 2015 pour les élections départementales.
La commune fait en outre partie du bassin de vie de Prades.
Les communes les plus proches sont : 
Valmanya (3,0 km), Glorianes (3,8 km), Estoher (5,1 km), La Bastide (5,6 km), Finestret (5,8 km), Joch (5,9 km), Espira-de-Conflent (6,2 km), Rigarda (6,7 km).
Sur le plan historique et culturel, Baillestavy fait partie de la région de Conflent, héritière de l'ancien comté de Conflent et de la viguerie de Conflent. Ce pays correspond à l'ensemble des vallées pyrénéennes qui « confluent » avec le lit creusé par la Têt entre Mont-Louis, porte de la Cerdagne, et Rodès, aux abords de la plaine du Roussillon.
| Espira-de-Conflent (par un quadripoint) | Finestret   | Glorianes  |
| Estoher                                 | Baillestavy | La Bastide |
|                                         | Valmanya    |            |

Situation dans le Conflent.
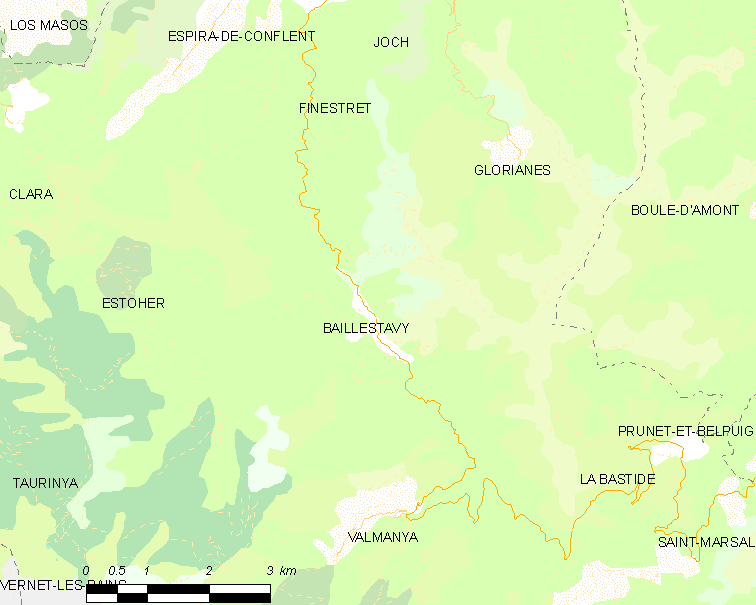
Situation de Baillestavy.

### Géologie et relief
La superficie de la commune est de 1 789 hectares. L'altitude varie entre 468 et 1 720 mètres. Le centre du village est à une altitude de 640 m.
La commune est classée en zone de sismicité 3, correspondant à une sismicité modérée.

### Hydrographie
Le village est traversé par la Lentillà, affluent de la Têt.

### Climat
Pour des articles plus généraux, voir Climat de l'Occitanie et Climat des Pyrénées-Orientales.
En 2010, le climat de la commune est de type climat océanique altéré, selon une étude du CNRS s'appuyant sur une série de données couvrant la période 1971-2000. En 2020, Météo-France publie une typologie des climats de la France métropolitaine dans laquelle la commune est dans une zone de transition entre le climat de montagne et le climat méditerranéen et est dans la région climatique Pyrénées orientales, caractérisée par une faible pluviométrie, un très bon ensoleillement (2 600 h/an), un air sec, particulièrement en hiver et peu de brouillards.
Pour la période 1971-2000, la température annuelle moyenne est de 12 °C, avec une amplitude thermique annuelle de 14,8 °C. Le cumul annuel moyen de précipitations est de 796 mm, avec 5,6 jours de précipitations en janvier et 4,7 jours en juillet. Pour la période 1991-2020, la température moyenne annuelle observée sur la station météorologique la plus proche, située sur la commune d'Eus à 10 km à vol d'oiseau, est de 13,6 °C et le cumul annuel moyen de précipitations est de 539,8 mm,. Pour l'avenir, les paramètres climatiques de la commune estimés pour 2050 selon différents scénarios d’émission de gaz à effet de serre sont consultables sur un site dédié publié par Météo-France en novembre 2022.

### Milieux naturels et biodiversité

#### Réseau Natura 2000

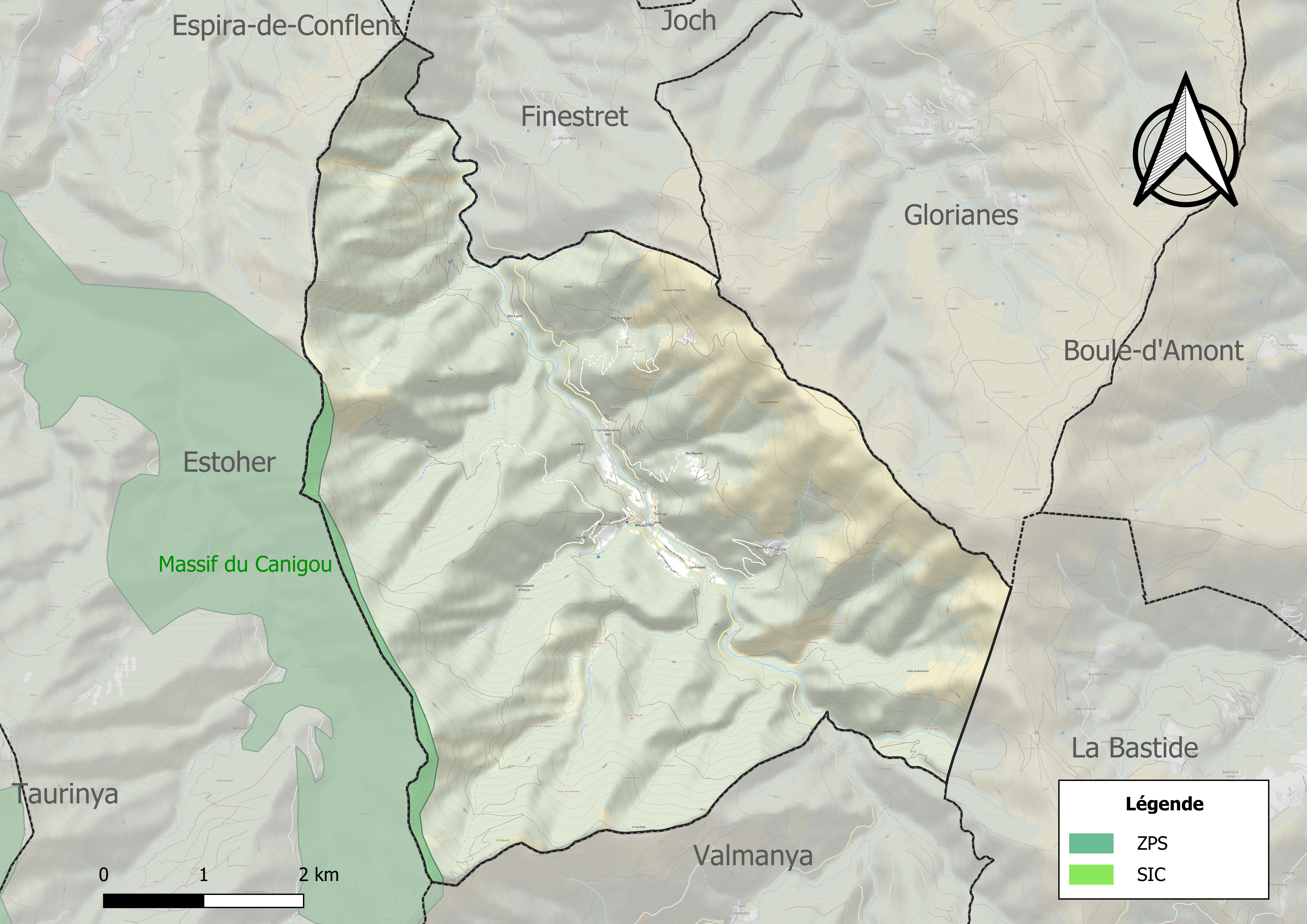
Site Natura 2000 sur le territoire communal.

Le réseau Natura 2000 est un réseau écologique européen de sites naturels d'intérêt écologique élaboré à partir des directives habitats et oiseaux, constitué de zones spéciales de conservation (ZSC) et de zones de protection spéciale (ZPS).
Un site Natura 2000 a été défini sur la commune au titre de la directive habitats : le « massif du Canigou », d'une superficie de 11 746 ha, culmine à 2 784 mètres à l'extrémité orientale de la chaîne des Pyrénées. Il recèle de nombreuses espèces endémiques pyrénéennes dont certaines atteignent leur limite orientale et présente une gamme variée d'habitats naturels d'intérêt communautaire liés à l'étagement de la végétation.

#### Zones naturelles d'intérêt écologique, faunistique et floristique

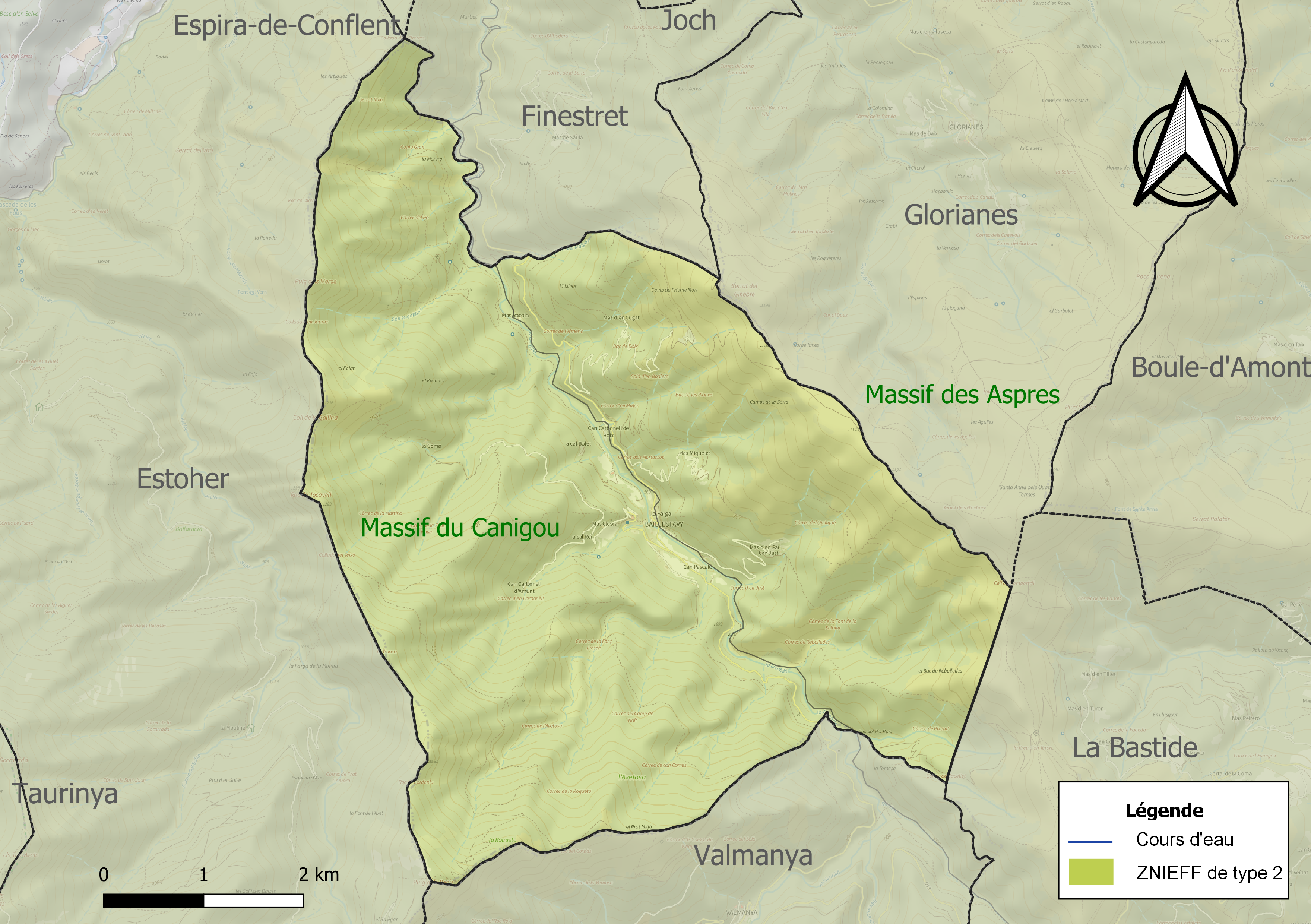
Carte des ZNIEFF de type 2 localisées sur la commune.

L’inventaire des zones naturelles d'intérêt écologique, faunistique et floristique (ZNIEFF) a pour objectif de réaliser une couverture des zones les plus intéressantes sur le plan écologique, essentiellement dans la perspective d’améliorer la connaissance du patrimoine naturel national et de fournir aux différents décideurs un outil d’aide à la prise en compte de l’environnement dans l’aménagement du territoire.
Deux ZNIEFF de type 2 sont recensées sur la commune :
- le « massif des Aspres » (28 819 ha), couvrant 37 communes du département[20] ;
- le « massif du Canigou » (19 263 ha), couvrant 15 communes du département[21].

## Urbanisme

### Typologie
Au 1er janvier 2024, Baillestavy est catégorisée commune rurale à habitat dispersé, selon la nouvelle grille communale de densité à sept niveaux définie par l'Insee en 2022.
Elle est située hors unité urbaine et hors attraction des villes,.

### Occupation des sols
L'occupation des sols de la commune, telle qu'elle ressort de la base de données européenne d’occupation biophysique des sols Corine Land Cover (CLC), est marquée par l'importance des forêts et milieux semi-naturels (98,1 % en 2018), en diminution par rapport à 1990 (100 %). La répartition détaillée en 2018 est la suivante : 
forêts (68,3 %), milieux à végétation arbustive et/ou herbacée (28,1 %), zones agricoles hétérogènes (1,9 %), espaces ouverts, sans ou avec peu de végétation (1,8 %). L'évolution de l’occupation des sols de la commune et de ses infrastructures peut être observée sur les différentes représentations cartographiques du territoire : la carte de Cassini (XVIIIe siècle), la carte d'état-major (1820-1866) et les cartes ou photos aériennes de l'IGN pour la période actuelle (1950 à aujourd'hui).

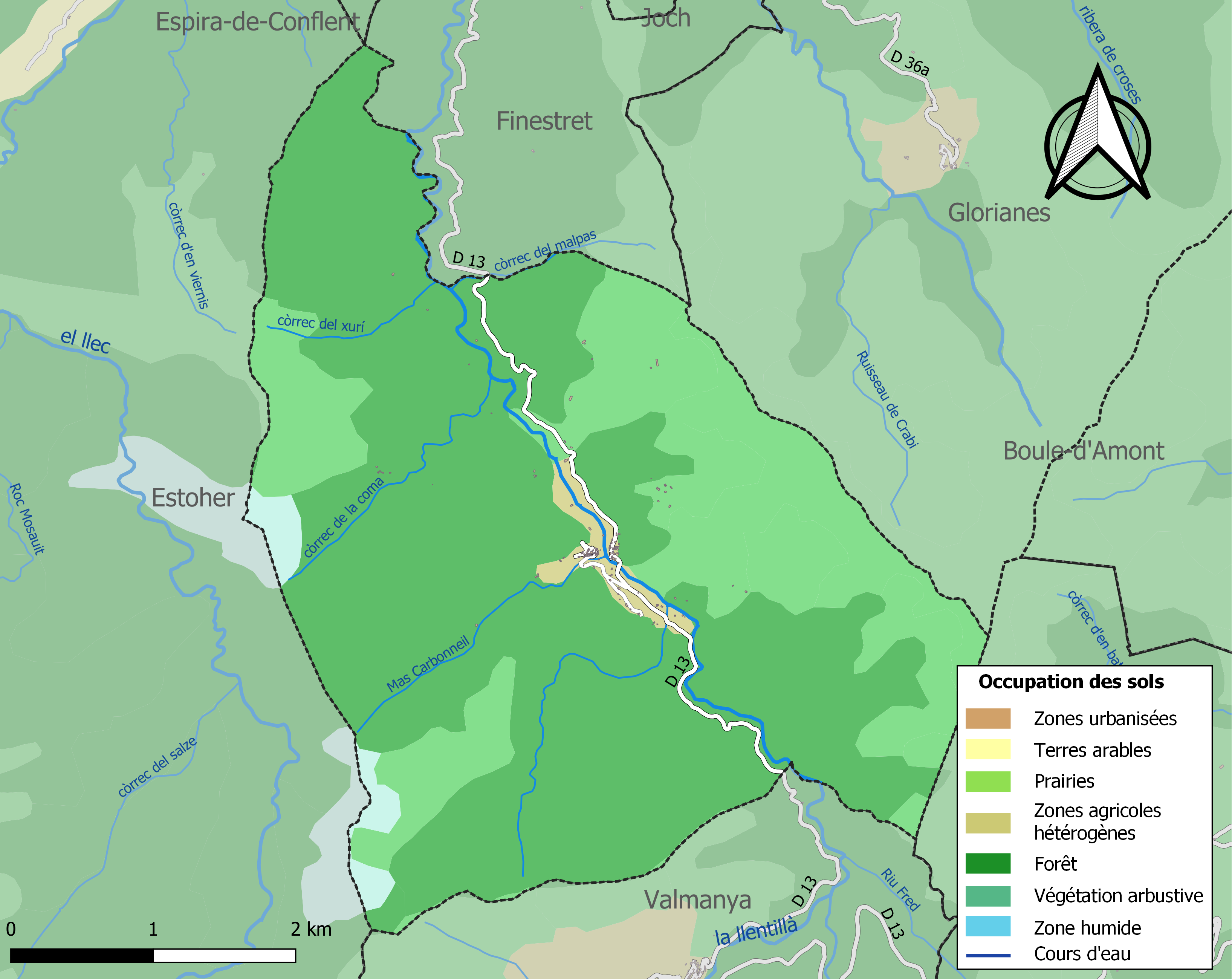
Carte des infrastructures et de l'occupation des sols de la commune en 2018 (CLC).

### Voies de communication et transports
Accès par la RD 13.

### Risques majeurs
Le territoire de la commune de Baillestavy est vulnérable à différents aléas naturels : inondations, climatiques (grand froid ou canicule), feux de forêts, mouvements de terrains et séisme (sismicité modérée). Il est également exposé à deux risques particuliers, les risques radon et minier,.

#### Risques naturels

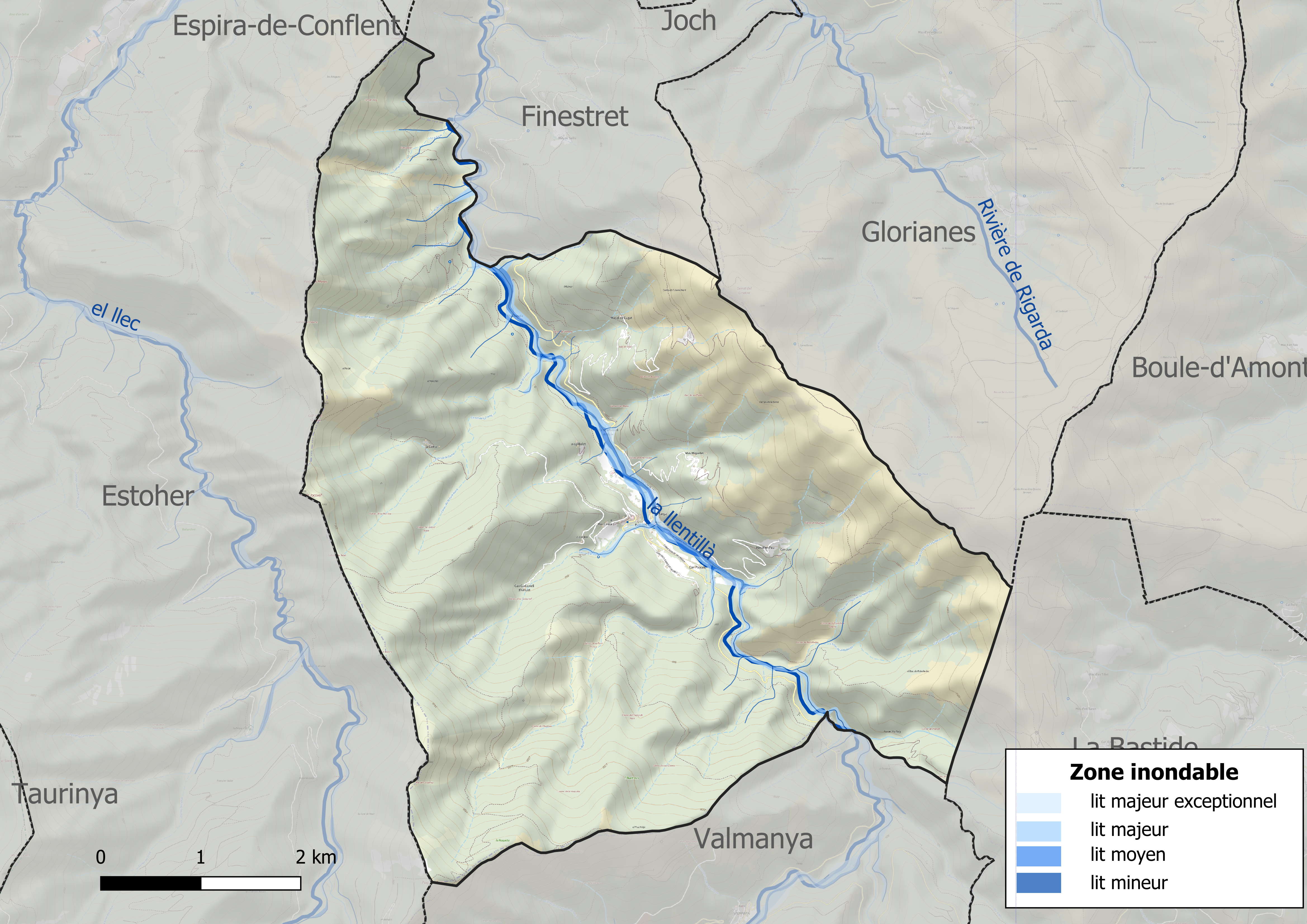
Zones inondables de la commune de Baillestavy.

Certaines parties du territoire communal sont susceptibles d’être affectées par le risque d’inondation par crue torrentielle de cours d'eau du bassin de la Têt.
Les mouvements de terrains susceptibles de se produire sur la commune sont soit des glissements de terrains, soit des chutes de blocs, soit des effondrements liés à des cavités souterraines.. L'inventaire national des cavités souterraines permet par ailleurs de localiser celles situées sur la commune

#### Risque particulier
La commune est concernée par le risque minier, principalement lié à l’évolution des cavités souterraines laissées à l’abandon et sans entretien après l’exploitation des mines.
Dans plusieurs parties du territoire national, le radon, accumulé dans certains logements ou autres locaux, peut constituer une source significative d’exposition de la population aux rayonnements ionisants. Toutes les communes du département sont concernées par le risque radon à un niveau plus ou moins élevé. Selon la classification de 2018, la commune de Baillestavy est classée en zone 3, à savoir zone à potentiel radon significatif.

## Toponymie
Formes du nom
Le nom catalan de Baillestavy est Vallestàvia.
Le nom apparait en 949 sous la forme de Valle Stavia. Le lieu est mentionné en 1607 sous le nom de Ballastavia.
La commune est connue en 1793 comme Ballestavi et en 1801 sous les noms de Bellestavey et Baillestavy.
Étymologie
Le nom vient du latin Vallis Stavia. Trois significations ont été proposées :
- la vallée des estives ; mais presque impossible car en latin l'estive ou les estives = estiva et on ne retrouve pas trace de ce terme radical dans Stavia ; ainsi [a] de /sta/ au lieu du [i] de /sti/, [via] au lieu de [va] ; évolutions phonétiques difficilement explicables par les mécanismes articulatoires connus.
- la vallée de l'étable (du latin stabula) ;
- la vallée de Stabius (nom de personne).

La dernière interprétation semble la plus probable.

## Histoire

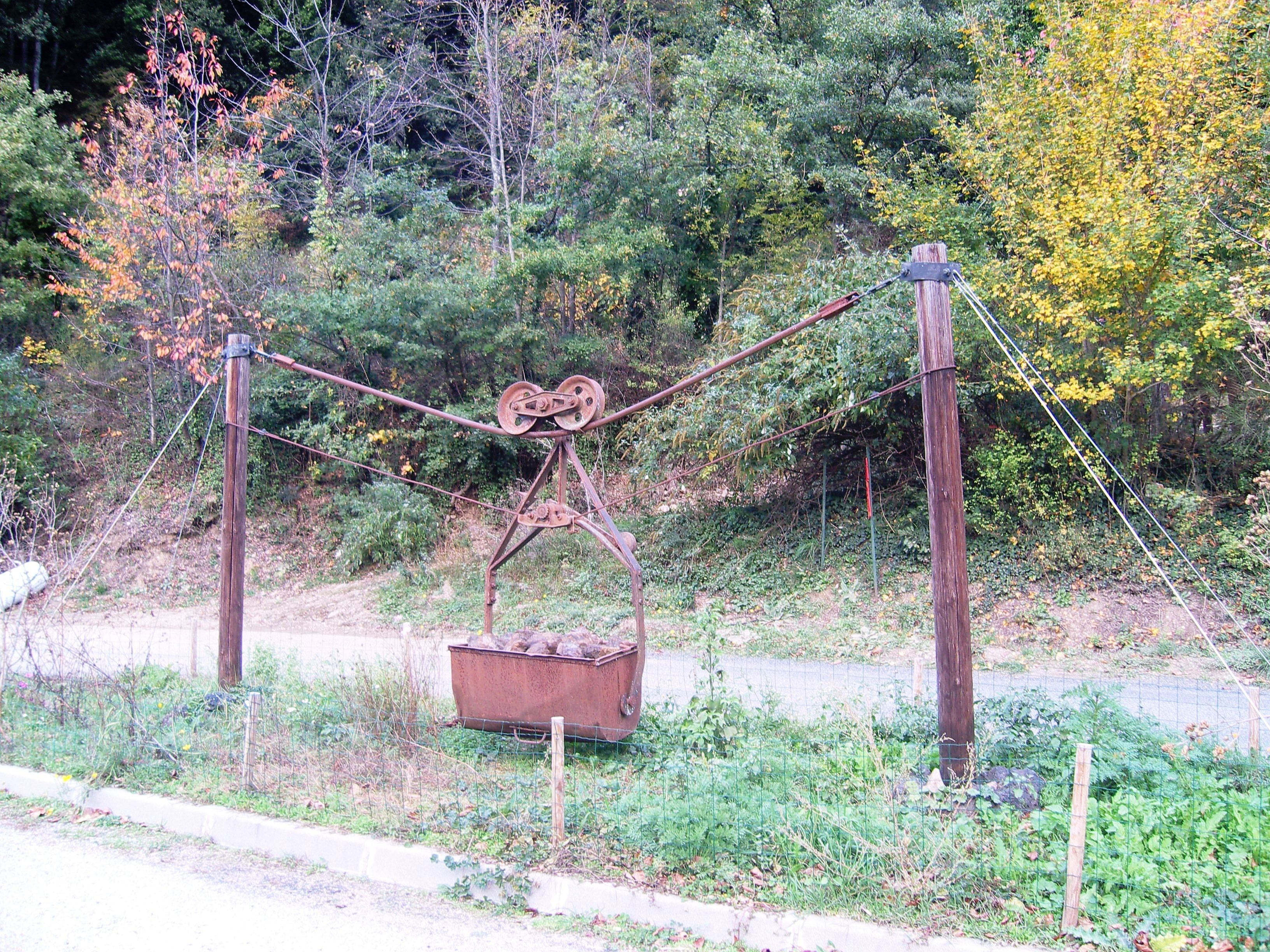
Téléphérique pour minerai de fer à l'entrée du village.

Le site de Baillestavy est occupé depuis l'Antiquité du fait de la présence de minerai de fer. L'exploitation se poursuit jusqu'au XIXe siècle et au moins deux forges étaient encore en activité au début du XVIIe siècle (en 1607 : les dos fargues de Ballestavia). L'une d'elles a donné son nom à l'un des deux hameaux du village.
Baillestavy est mentionnée pour la première fois dans une charte datée du 29 juillet 949 dans laquelle le comte de Cerdagne Sunifred II fait don du lieu de Valle Stavia à l'abbaye Saint-Michel de Cuxa qui, certainement, poursuivit l'exploitation des mines de fer.
L'ancienne église Saint-André apparaît en novembre 1011 dans une bulle du pape Serge IV énumérant les possessions de l'abbaye Saint-Michel de Cuxa, dont elle fait partie (« Vallem Stabiam cum ecclesia Sancti Andreae », soit « Baillestavy avec l'église Saint-André »). Le château est quant à lui mentionné pour la première fois en 1254 sous le nom de castrum de Vallestavia. Au XVIIe siècle, l'ancienne église est abandonnée après qu'elle a été supplantée par un nouveau lieu de culte, également dédié à saint André, qui s'élève dans le village, à l'emplacement de l'ancien château seigneurial (dont le donjon est transformé en clocher).
Au XVIIe siècle, Baillestavy est en plein cœur de la guerre du sel et de la rébellion des Angelets, dont Joan Miquel Mestres, originaire de la commune, est un des acteurs principaux.

## Politique et administration

### Canton
En 1790, la commune de Baillestavy est incluse dans le canton de Vinça, qu'elle ne quitte plus par la suite.
À compter des élections départementales de 2015, la commune de Baillestavy rejoint le nouveau canton du Canigou.

### Liste des maires

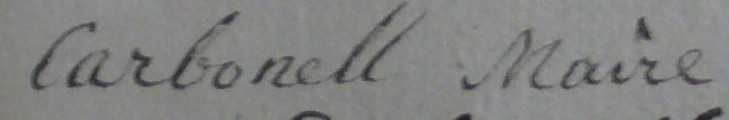
Signature du maire de Baillestavy Joseph Carboneill en 1815.

| Période   | Période          | Identité            | Étiquette | Qualité                                            |
| --------- | ---------------- | ------------------- | --------- | -------------------------------------------------- |
|           |                  |                     |           |                                                    |
| 1815      | ??               | Joseph Carboneill   |           |                                                    |
|           |                  |                     |           |                                                    |
| 1919      | 1925             | Jean Guerre         | SFIO      | Agriculteur                                        |
| 1925      | 19?              | Jean Antoine Guerre |           |                                                    |
| 19?       | 1929 (démission) | Joseph Carboneil    |           |                                                    |
| 1929      | 1959             | Jean Guerre         | SFIO      |                                                    |
| 1959      | 1971             | Remy Maler          |           |                                                    |
| 1971      | 1989             | Alain Taurinya      | DVG       | Poète                                              |
| 1989      | 2001             | Claude Maynéris     |           |                                                    |
| mars 2001 | 2020             | Jacques Taurinya,   | DVG       | Vice-président du Syndicat Mixte Canigó Grand Site |
| 2020      | En cours         | Éric Mahieux        |           |                                                    |

## Population et société

### Démographie

#### Démographie ancienne
La population est exprimée en nombre de feux (f) ou d'habitants (H).
| 1358 | 1365 | 1378 | 1709 | 1720 | 1767  | 1774 | 1789 |
| ---- | ---- | ---- | ---- | ---- | ----- | ---- | ---- |
| 20 f | 21 f | 7 f  | 60 f | 24 f | 321 H | 62 f | 77 f |

#### Démographie contemporaine
L'évolution du nombre d'habitants est connue à travers les recensements de la population effectués dans la commune depuis 1793. Pour les communes de moins de 10 000 habitants, une enquête de recensement portant sur toute la population est réalisée tous les cinq ans, les populations de référence des années intermédiaires étant quant à elles estimées par interpolation ou extrapolation. Pour la commune, le premier recensement exhaustif entrant dans le cadre du nouveau dispositif a été réalisé en 2008.

En 2022, la commune comptait 117 habitants, en évolution de +3,54 % par rapport à 2016 (Pyrénées-Orientales : +3,92 %, France hors Mayotte : +2,11 %).
| 1793 | 1800 | 1806 | 1821 | 1831 | 1836 | 1841 | 1846 | 1851 |
| ---- | ---- | ---- | ---- | ---- | ---- | ---- | ---- | ---- |
| 304  | 330  | 347  | 354  | 380  | 337  | 346  | 367  | 295  |

| 1856 | 1861 | 1866 | 1872 | 1876 | 1881 | 1886 | 1891 | 1896 |
| ---- | ---- | ---- | ---- | ---- | ---- | ---- | ---- | ---- |
| 355  | 343  | 317  | 340  | 307  | 303  | 322  | 329  | 309  |

| 1901 | 1906 | 1911 | 1921 | 1926 | 1931 | 1936 | 1946 | 1954 |
| ---- | ---- | ---- | ---- | ---- | ---- | ---- | ---- | ---- |
| 287  | 277  | 294  | 201  | 206  | 157  | 137  | 122  | 84   |

| 1962 | 1968 | 1975 | 1982 | 1990 | 1999 | 2006 | 2008 | 2013 |
| ---- | ---- | ---- | ---- | ---- | ---- | ---- | ---- | ---- |
| 75   | 54   | 55   | 50   | 53   | 58   | 87   | 94   | 109  |

| 2018 | 2022 | - | - | - | - | - | - | - |
| ---- | ---- | - | - | - | - | - | - | - |
| 117  | 117  | - | - | - | - | - | - | - |

| selon la population municipale des années : | 1968 | 1975 | 1982 | 1990 | 1999 | 2006 | 2009 | 2013 |
| Rang de la commune dans le département      | 201  | 175  | 198  | 200  | 195  | 185  | 184  | 180  |
| Nombre de communes du département           | 232  | 217  | 220  | 225  | 226  | 226  | 226  | 226  |

### Enseignement
Il n'y a pas d'école à Baillestavy.

### Manifestations culturelles et festivités
- Fête de l'âne catalan, à la mi-septembre[47] ;
- Foinstival, le dernier samedi de juin[48].

### Santé

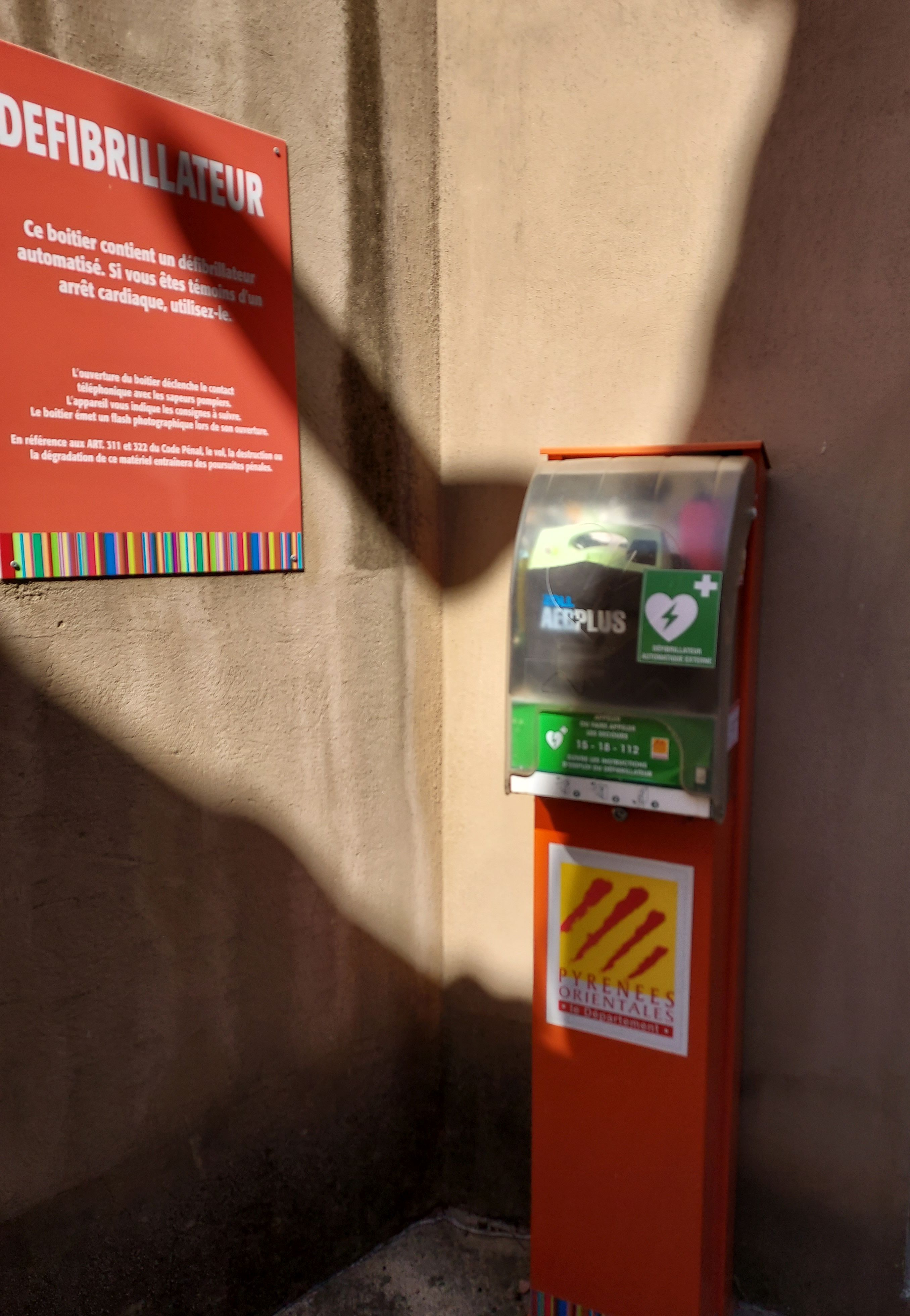
Le défibrillateur à Baillestavy.

## Économie

### Emploi
|                | 2008   | 2013   | 2018   |
| -------------- | ------ | ------ | ------ |
| Commune        | 16,9 % | 9,5 %  | 11 %   |
| Département    | 10,3 % | 12,9 % | 13,3 % |
| France entière | 8,3 %  | 10 %   | 10 %   |

En 2018, la population âgée de 15 à 64 ans s'élève à 73 personnes, parmi lesquelles on compte 54,8 % d'actifs (43,8 % ayant un emploi et 11 % de chômeurs) et 45,2 % d'inactifs,. En  2018, le taux de chômage communal (au sens du recensement) des 15-64 ans est inférieur à celui du département, mais supérieur à celui de la France, alors qu'en 2008 il était supérieur à celui du département.
La commune est hors attraction des villes,. Elle compte 11 emplois en 2018, contre 19 en 2013 et 18 en 2008. Le nombre d'actifs ayant un emploi résidant dans la commune est de 33, soit un indicateur de concentration d'emploi de 33,3 % et un taux d'activité parmi les 15 ans ou plus de 42,7 %.
Sur ces 33 actifs de 15 ans ou plus ayant un emploi, 11 travaillent dans la commune, soit 33 % des habitants. Pour se rendre au travail, 81,8 % des habitants utilisent un véhicule personnel ou de fonction à quatre roues, 3 % s'y rendent en deux-roues, à vélo ou à pied et 15,2 % n'ont pas besoin de transport (travail au domicile).

### Activités hors agriculture

#### Secteurs d'activités
8 établissements sont implantés  à Baillestavy au 31 décembre 2019.
Le secteur des autres activités de services est prépondérant sur la commune puisqu'il représente 25 % du nombre total d'établissements de la commune (2 sur les 8 entreprises implantées  à Baillestavy), contre 8,5 % au niveau départemental.

#### Entreprises et commerces
L'économie est essentiellement agricole et l'on trouve à Baillestavy une dizaine d'éleveurs (bovins, caprins, porcins, volailles et ânes catalans).
Le village dispose d'un commerce multi-fonctions : café-restaurant, épicerie, presse, tabac et bibliothèque municipale.
Quelques artisans sont également installés à Baillestavy : un maçon, un ferronnier et un céramiste.

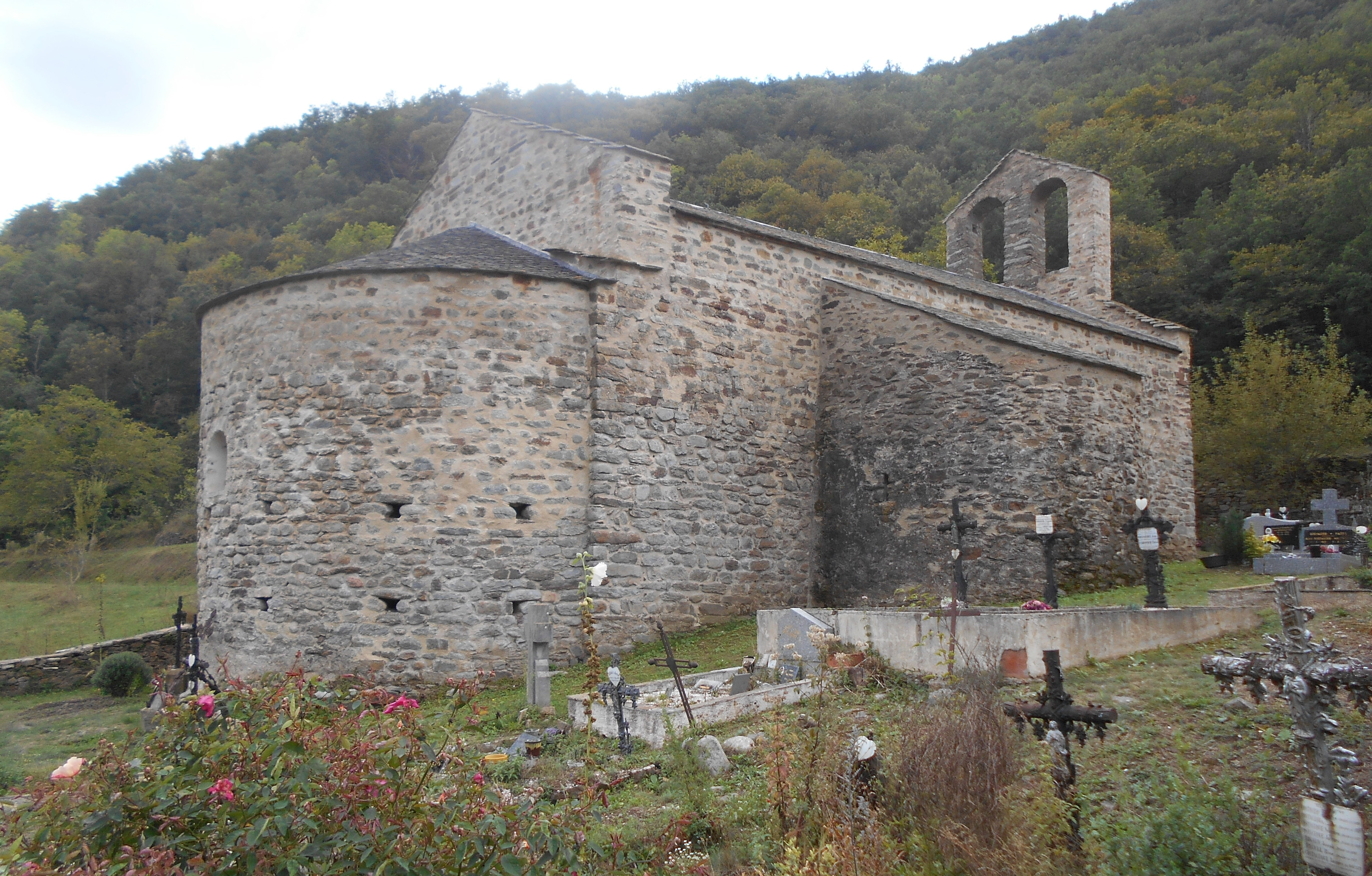
Ancienne église Saint-André de Baillestavy

### Agriculture
|               | 1988 | 2000 | 2010  | 2020 |
| ------------- | ---- | ---- | ----- | ---- |
| Exploitations | 7    | 5    | 13    | 6    |
| SAU (ha)      | 43   | 417  | 1 228 | 472  |

La commune est dans le Conflent, une petite région agricole occupant le centre-ouest du département des Pyrénées-Orientales. En 2020, l'orientation technico-économique de l'agriculture  sur la commune est l'élevage d'ovins ou de caprins. Six exploitations agricoles ayant leur siège dans la commune sont dénombrées lors du recensement agricole de 2020 (sept en 1988). La superficie agricole utilisée est de 472 ha,,.

## Culture locale et patrimoine

### Monuments et lieux touristiques
Le patrimoine bâti de Baillestavy est de type religieux ou industriel.
- Ancienne église Saint-André, église romane située dans le cimetière.
- Nouvelle église Saint-André, église du XVIIe siècle située à La Torre.
- Fours à griller le minerai, situés sur la route de Valmanya.

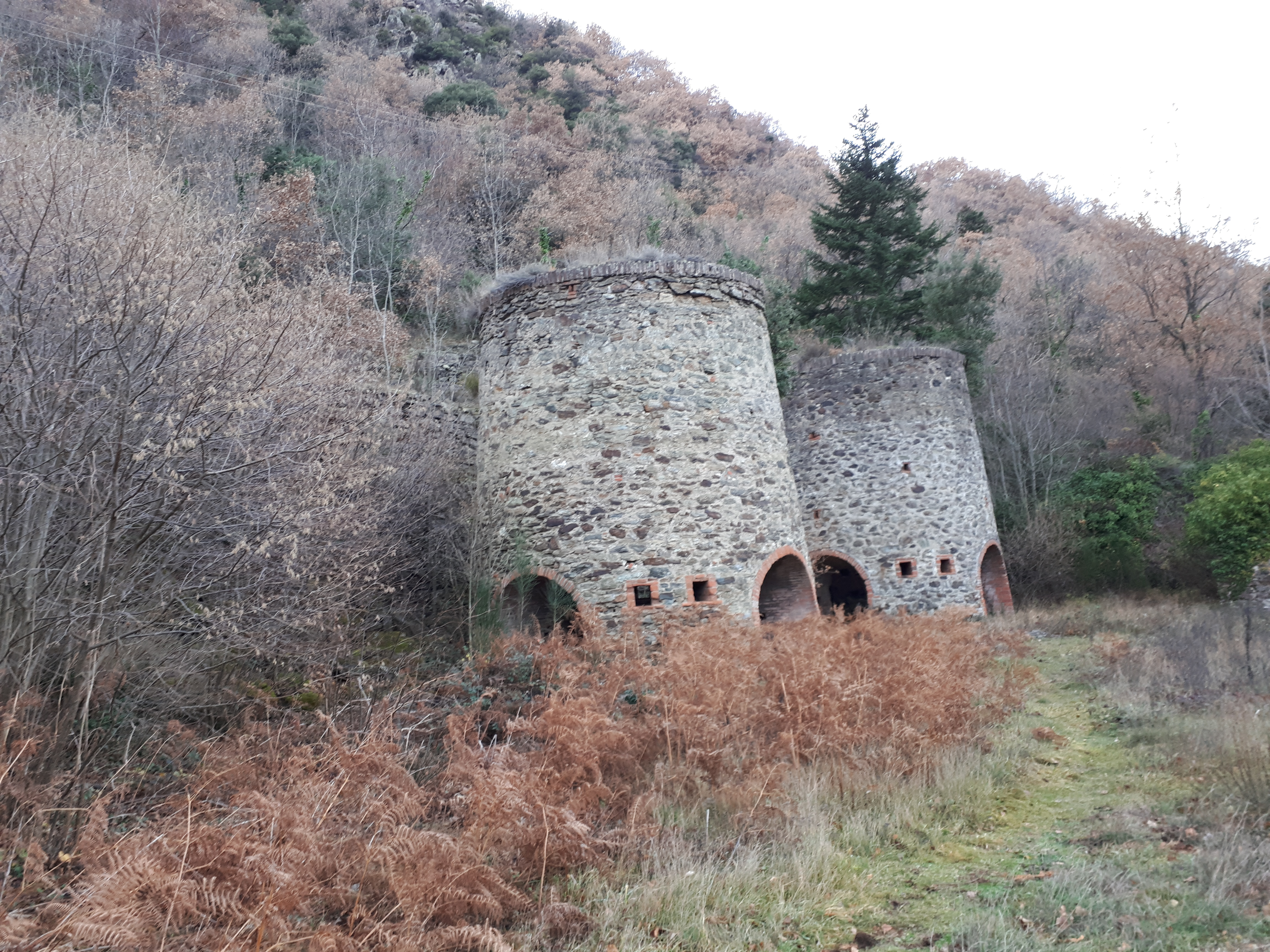
Fours à griller, à côté de la route de Valmanya.

- Fours à chaux de Rabolledes.

### Personnalités liées à la commune
- Joan Miquel Mestres, dit l'Hereu Just (mort en 1670) : un des plus célèbres Angelets de la terra.

### Héraldique
| Armes de Baillestavy | Les armes peuvent se blasonner ainsi : D'or à la croix de Saint André de sable. |